# Thereva ornata
Thereva ornata är en tvåvingeart som beskrevs av Krober 1912. Thereva ornata ingår i släktet Thereva och familjen stilettflugor. Inga underarter finns listade i Catalogue of Life.